# Lithosia tienmushanica
Lithosia tienmushanica är en fjärilsart som beskrevs av Daniel 1954. Lithosia tienmushanica ingår i släktet Lithosia och familjen björnspinnare. Inga underarter finns listade i Catalogue of Life.